# Kędzierzawka krucha
Kędzierzawka krucha (Tortella fragilis (Hook. & Wilson) Limpr.) – gatunek mchu należący do rodziny płoniwowatych (Pottiaceae Schimp.). Występuje w Ameryce Północnej, Europie, Azji, Afryce, Islandii, Nowej Zelandii, Australii i Antarktydzie.

## Systematyka i nazewnictwo
Synonimy: Campylopus hartmanii Schimp. ex Hartm. & R.W. Hartm., Dicranum hartmanii (Schimp. ex Hartm. & R.W. Hartm.) Lorentz, Didymodon fragilis Hook. & Wilson, Timmia winonensis Holz., Tortula drummondii Mitt., Trichostomum lonchobasis Müll. Hal.

## Ochrona
Od 2004 roku kędzierzawka krucha jest objęta w Polsce ochroną gatunkową, początkowo ścisłą, a od 2014 r. częściową.